# Preferentialism
Preferentialism är en form av utilitarism i samtida filosofi och en värdeteori som hävdar att få sina önskningar uppfyllda är det enda av värde. I förlängningen innebär det att vi ska ta hänsyn till hur väl alla berördas önskningar eller intressen tillgodoses av de olika handlingsalternativen som står oss till buds. Preferensutilitarismen säger att vi ska och har skyldighet att tillfredsställa så många önskningar som möjligt. 

## Översikt
Till skillnad från klassisk utilitarism, där rätt handlingar definieras som de som maximerar njutning och minimerar smärta, innebär preferentialism att främja handlingar som uppfyller intressen (preferenser) hos de inblandade varelserna. Varelserna kan vara rationella, det vill säga, deras intressen kan vara noggrant utvalda baserat på framtida projektioner, men detta är inte obligatoriskt. Här sträcker sig "varelser" till alla kännande varelser, även de som lever enbart i nuet (det vill säga de utan intellektuell förmåga att överväga långsiktiga behov eller konsekvenser). Eftersom vad som är bra och rätt beror enbart på individuella preferenser, kan det inte finnas något som i sig är bra eller dåligt. För preferensutilitarianer, är källan till både moral och etik i allmänhet subjektiv preferens. Preferentialism kan därför särskiljas genom sitt erkännande av att varje människas upplevelse av tillfredsställelse är unik.
Teorin, som den skissades av R.M. Hare 1981, är kontroversiell, i den mån den förutsätter någon grund genom vilken en konflikt mellan A:s preferenser och B:s preferenser kan lösas (till exempel genom att vikta dem matematiskt). På liknande sätt har Peter Singer, under en stor del av sin karriär, en stor förespråkare för preferentialism och själv influerad av Hares åsikter, kritiserats för att ha prioriterat åsikter från varelser som kan ha preferenser (att aktivt kunna begrunda framtiden och dess interaktion med nuet) över dem som enbart berörs av deras omedelbara situation, en grupp som inkluderar djur och små barn. Det finns, skriver han när det gäller dödande i allmänhet, tillfällen då "offrets preferenser ibland kunde uppvägas av andras preferenser". Singer sätter dock fortfarande ett högt värde på rationella varelsers liv, eftersom att döda dem inte bara inkräktar på en av deras preferenser, utan "ett brett spektrum av de mest centrala och betydelsefulla preferenser en varelse kan ha".